# Каваньоло
Каваньо̀ло (на италиански: Cavagnolo; на пиемонтски: Cavagneul, Каваниеул) е село и община в Метрополен град Торино, регион Пиемонт, Северна Италия. Разположено е на 155 m надморска височина. Към 1 януари 2020 г. населението на общината е 2247 души, от които 133 са чужди граждани.